# Calea ferată Oradea–Cheresig
Calea ferată Oradea-Gyomaendrőd este o cale ferată interoperabilă, principală, simplă, în mare parte neelectrificată, atât în România cât și în Ungaria. Ea este electrificată doar pe o distanță de 5 kilometri între gara Gyoma și racordul de la linia de Budapesta. Linia este numerotată la CFR ca magistrala 312  iar la MÁV ca 127. Stațiile de frontieră sunt Cheresig și Körösnagyharsány. Este echipată cu sistem BLA (în total sunt 26 de semafoare), la trecerile la nivel cu calea ferată sunt 12 semafoare și 10 indicatoare. Stațiile Palota, Girișu de Criș și Cheresig sunt stații CED.

## Istoric
Linia a fost construită în trei etape astfel: 1889 Gyoma-Dévaványa, 1891 Dévaványa-Kotpuszta, iar în 1887 Kotpuszta-Oradea.
În România ultimele trenuri de călători au circulat în aprilie 1997, apoi linia a trecut în conservare. Linia de la frontieră dintre stațiile Cheresig și Körösnagyhasány a fost demontată. În decembrie 2009 linia Körönagyharsány-Vésztö a trecut în conservare.
În prezent se circulă doar între stațiile Vésztő și Gyoma în Ungaria, iar între Oradea și Cheresig pe sectorul românesc. În 2011, porțiunea din România, Oradea Vest-Cheresig a fost închiriată de către operatorul feroviar SC Via Terra Spedition SRL, circulația trenurilor de călători fiind reluată, de data aceasta de compania privată InterRegional Călători, în data de 21 august 2013.Pe acestă linie circulau zilnic 6 perechi de trenuri de călători între Oradea - Cheresig și retur, toate operate de firma InterRegional Călători, până ce MÁV operera trenuri de călători între Vésztő și Gyoma.

## Situația actuală
Până în data de 15. martie 2015 circulau pe acestă linie 6 perechi de trenuri de călători între Oradea - Cheresig și retur, toate operate de firma InterRegional Călători. După această dată compania respectivă a sistat transportul de călători. MÁV operează trenuri de călători între Vésztő și Gyoma. 
În zona de frontieră dintre Cheresig și Körösnagyharsány linia lipsește din 1971, astfel circulația trenurilor internaționale pe acest traseu este momentan imposibilă, însă localitățile din zonă au accesat fonduri europene pentru proiectarea reconstrucției liniei în zona de frontieră. În ianuarie 2014 au început lucrările de reabilitare a căii de rulare la liniile abătute din stația Palota în vederea repornirii transportului de marfă.